# Taubenkogel
Taubenkogel är en bergstopp i Österrike.   Den ligger i distriktet Gmunden och förbundslandet Oberösterreich, i den centrala delen av landet, 220 km väster om huvudstaden Wien. Toppen på Taubenkogel är 2 301 meter över havet, eller 56 meter över den omgivande terrängen. Bredden vid basen är 0,22 km.
Terrängen runt Taubenkogel är bergig västerut, men österut är den kuperad. Närmaste större samhälle är Schladming, 12,8 km söder om Taubenkogel. 
Trakten runt Taubenkogel består i huvudsak av gräsmarker. Runt Taubenkogel är det ganska glesbefolkat, med 25 invånare per kvadratkilometer.